# Habenaria rzedowskii
Habenaria rzedowskii är en orkidéart som beskrevs av Roberto González Tamayo. Habenaria rzedowskii ingår i släktet Habenaria och familjen orkidéer. Inga underarter finns listade i Catalogue of Life.